# Новоросія

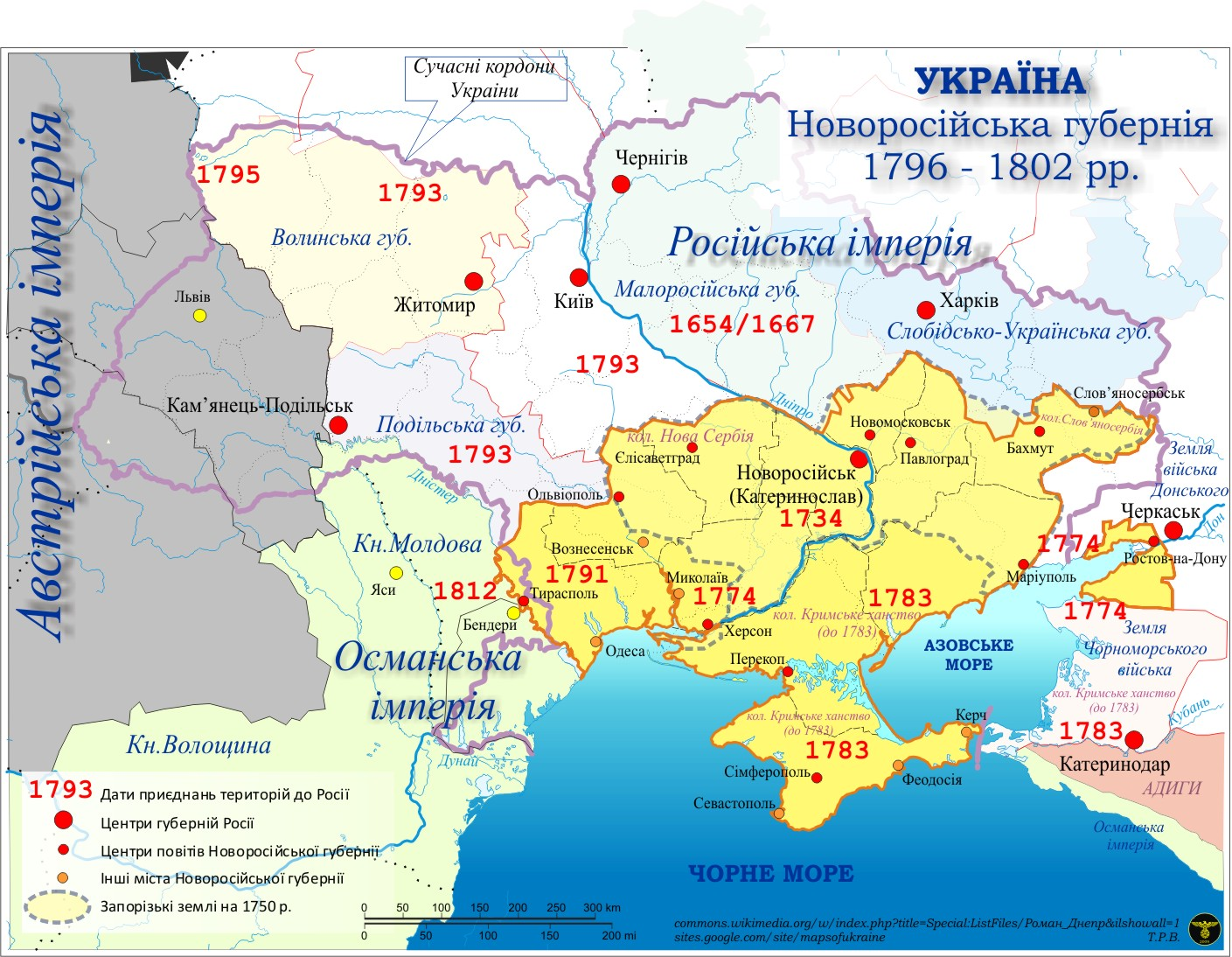
Новоро́сійська губернія

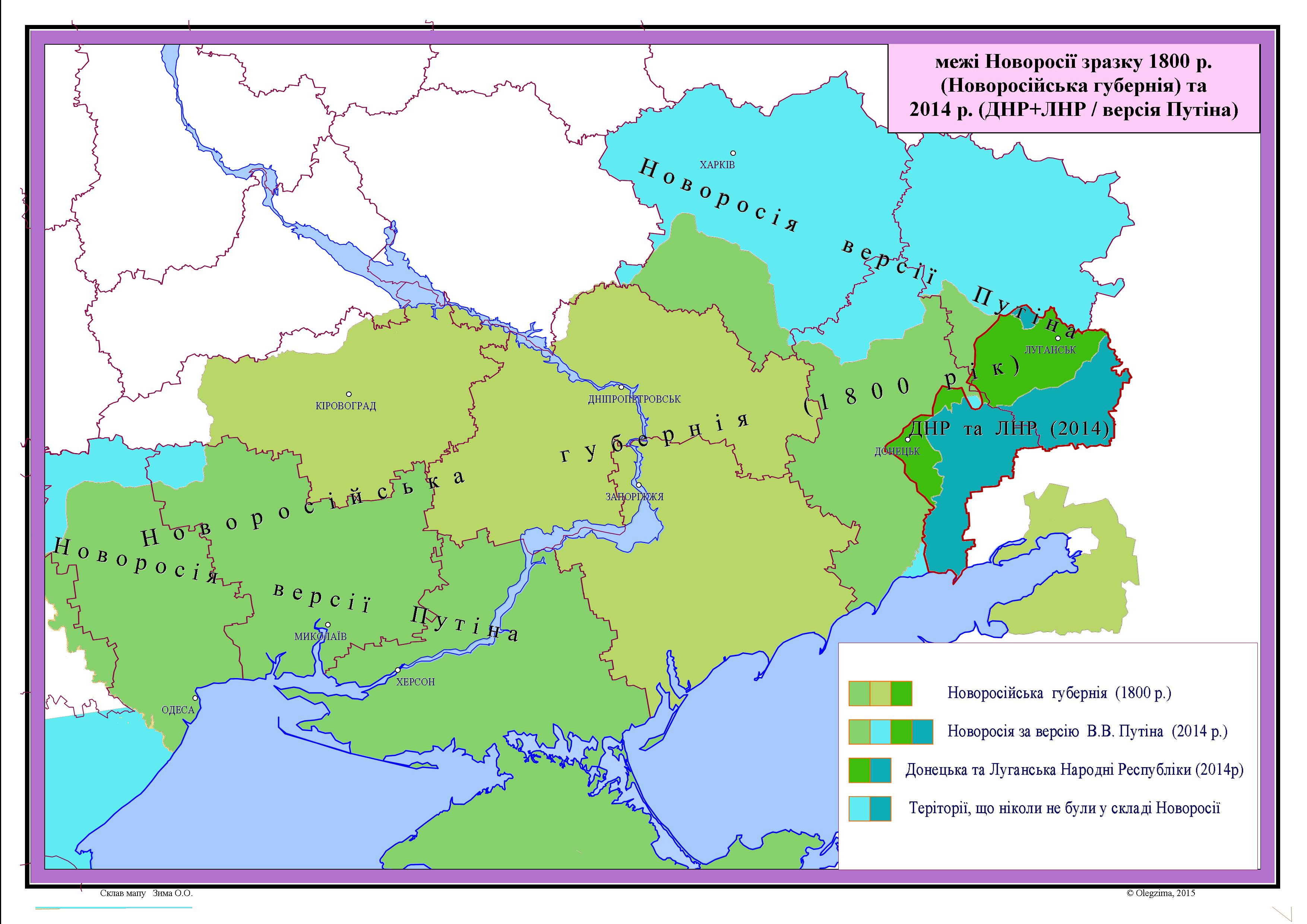
Межі Новоросії зразка 1800 р. (Новоросійська губернія) та 2014 р. (ДНР+ЛНР / версія Путіна)

Новоро́сія (також Новоросійський край, рос. Новоро́ссия) — урядова назва в Російській імперії для південно-українських земель, що включала території, анексовані Російською імперією у XVIII столітті, а саме землі Вольностей Війська Запорозького Низового , Кримського ханства та володіння Османської імперії в Північному Причорномор'ї. Вперше згадується у 1764 році, як Новоросійська губернія.
Назва «Новоро́сія» частіше за все використовувалася, як синонім 2-ї Новоросійської губернії. Територія охоплювала південну частину сучасної України: Дніпропетровську, Запорізьку, Миколаївську, більші частини Херсонської, Кіровоградської, Одеської і Донецької областей, незначні території центральної Луганщини і південної Харківщини та увесь Кримський півострів («Перша» Новоросійська губернія з 1775 р. охоплювала лише колишні запорозькі землі між Південним Бугом і пониззям Дніпра з частиною Приорілля).
На початку XX століття, назва поширювалася на Херсонську губернію, Катеринославську губернію і Таврійську губернію, інколи на Бессарабську губернію, Ставропольську губернію, Кубанську область і Область Війська Донського. Тобто поняття пошировалося на такі історико-етнографічні землі України: Запорожжя, Північне Причорномор'я, Таврія, Приазов'я, Буджак та заселену переважно етнічними українцями Кубань, що входить до складу Російської Федерації.
Спроби підібрати альтернативну українську назву регіону сягають принаймні 1874 р., коли в своєму словнику Михайло Левченко переклав назву «Новоросія» як «Степовина» або «Низ». Проте вони не прижились, а із загального вжитку стара назва вийшла лише в радянські часи коли її відповідниками стали «Південна Україна» та «Північне Причорномор'я». З кінця 80-х років XX століття у російськомовній літературі поступово відновлюється використання цього терміна, зокрема його активно вживають російські націоналісти.
У 2014 році з подачі президента Російської Федерації Володимира Путіна, який помилково вказав приналежність до історичного регіону і Харкова, термін «Новоросія» почали широко використовувати щодо південно-східної України не тільки проросійські сепаратисти, російські шовіністи, а й офіційні російські органи. 26 червня 2014 року на території окремих районів Луганської та Донецької областей України, контрольованій проросійськими сепаратистами, було проголошено невизнане квазідержавне утворення Союз народних республік — Новоросія.

## Виникнення
У добу Польсько-Литовської держави для земель сучасної Південної України широко вживалась назва Дике Поле.
Вперше назву Новоросія ввів царський уряд у 1764 році після утворення 1-Ї Новоросійської губернії шляхом об'єднання Нової Сербії і Новослобідського козацького полку. Це було калькуванням з назви «Нова Греція», що вживалось за аналогією з назвою Малоросія.
В цьому ж 1764 році до складу Новоросії було включено Українську лінію, Слов'яносербію і Бахмутську провінцію. Після ліквідації Запорозької Січі (1775) і Кримського ханства у 1783 році назва розповсюдилась на всі ці землі.
Попри те, що багато регіонів Півдня України вже були заселені українцями, після переходу під владу Російської Імперії в ході війн із Кримським ханством і Османською Імперією, наприкінці 18 століття почалася «колонізація Новоросії» під керівництвом князя Потьомкіна, якому були надані для цього майже необмежені повноваження. Землі віддавалися російським поміщикам, що привозили із собою кріпаків з центральної Росії, німецьким, сербським та грецьким колоністам. Іноземних поселенців українці сприймали здебільшого як зайд, що претендують на їхні землі. Однією з причин того були чималі привілеї, що ними користувались іноземці. Згідно з документом «План о заселении Новороссии…»: колоністи звільнялися від рекрутчини, їм було дозволено продавати сіль і горілку, провадити внутрішню й зовнішню (з Росією, Кримом, Волощиною, Молдовою) торгівлю без сплати мита. Чужинці, що мешкали у військових поселеннях і перебували на військовій службі, отримували щорічно 30 крб., запорожці ж (ті, що зголосилися до такої служби) — лише 12. І при цьому українське населення мусило ще «всіляко допомагати» іноземцям у колонізації. Цей «План» ніяк не враховував інтересів українського населення; ба більше — за ним виходило так, нібито Новоросія була «пустелею, без людей, звичаїв, права, де все потрібно було створювати наново». Проте, попри непривілейоване порівняно з іноземними колоністами становище саме українці, маючи абсолютну перевагу у чисельному відношенні, відігравали провідну роль у заселенні й освоєнні земель Півдня України. За дослідженнями А. П. Семенова-Тян-Шанського населення краю складалося переважно з українців (42,4 %) та росіян (31,8 %). Була також спроба оселити на цих землях єврейських колоністів. Було засновано багато нових міст, таких як Катеринослав (нині Дніпро), Олександрівськ (нині Запоріжжя) Миколаїв, Херсон, Одеса, Новоросійськ.

## Заселення Новоросії

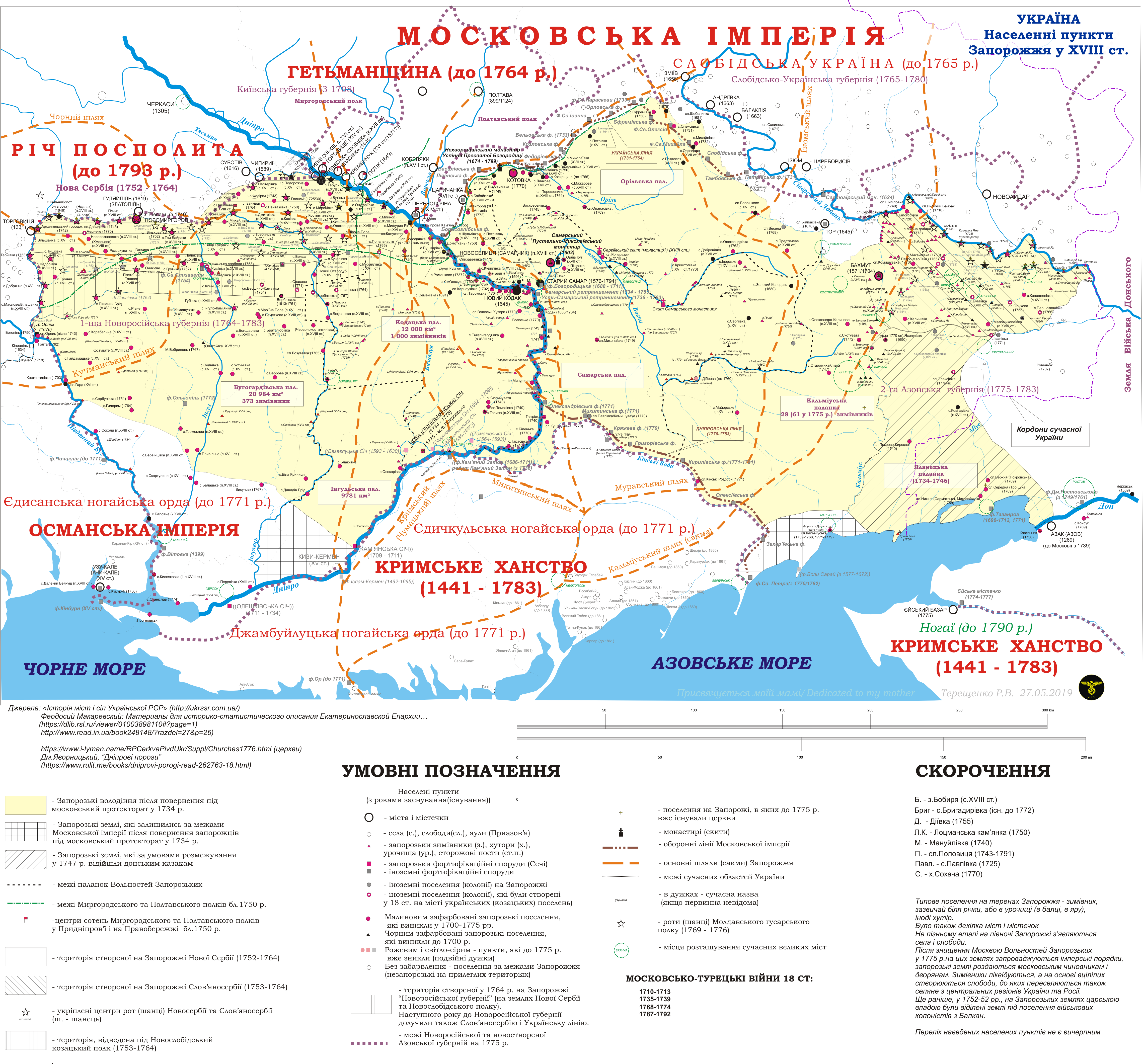
Землі Вольностей Війська Запорозького Низового, на яких було утворено «Новоросію»

Первісно територія Запорожжя (майбутньої «Новоросії») після витіснення кочовиків була заселена запорозькими (українськими) козаками, які мешкали тут у зимівниках (хуторах) і нечисельних містечках; головною фортецею була Запорозька Січ. За різними оцінками, на Запорожжі мешкало приблизно 40 000 — 60 000 осіб.
Освоєння і заселення Нижнього Подніпров'я іммігрантами почалося з кінця XVII століття, а з другої половини XVIII століття переросло у курс, що посідав одну з панівних позицій у політиці Російської імперії на прикордонних територіях до 60-х років XIX століття. Переселення громад мало важливе значення для економічного, політичного і культурного розвитку Північного Причорномор'я, величезні території якого були практично не заселеними через небезпеку військового вторгнення з боку Речі Посполитої і Османської імперії, а також постійних нападів татарських орд, що кочували південними степами. Політика прихильного ставлення царської влади до переселенців бере свій початок ще з часів Петра І. Але справжня законодавча база стосовно іноземних підданих почала формуватись за часів правління Катерини II. Відразу підкреслимо, що серед іммігрантів, що оселялись на українських землях виділяються дві найчисельніші групи: по-перше, це переселенці з країн Балканського півострова і Подунав'я, так звані «задунайські переселенці» і, по-друге — переселенці з країн Західної Європи, так звані «іноземні колоністи». Ці дві групи однаково складались з закордонних переселенців, після переселення ставали підданими Російської імперії, але вони мали низку відмінностей у своєму правовому статусі у порівнянні як із місцевим населенням, так і між собою.
Кількість громад, таких що переселяються в Україну, збільшується після видання Маніфесту Катерини II (1762—1769 рр.) від 4 грудня 1762 року «Манифестъ о позволеніи, иностранцамъ, кромѣ Жидовъ, выходить и селиться въ Россіи и о свободномъ возвращеніи въ свое отечество Русскихъ людей, бежавшихъ за границу», що узаконив привілеї іммігрантів. Але відразу підкреслимо, що згаданий Маніфест та інші законодавчі акти були спрямовані перш за все на те, щоби привернути увагу заможних господарів з Західної Європи для переселення до Російської імперії. Саме для них російські законодавці випрацьовували сталу систему пільг і привілеїв, тоді як для представників слов'янських народів обіцянки пільг у другій половині XVIII століття носили більше декларативний характер, хоч вони також підпадали під дію маніфестів і указів уряду. Сенатський указ від 9 червня 1763 року «О позволеніи Иностранцамъ выходящимъ въ Россію строить и содержать по ихъ законамъ церкви въ тѣхъ мѣстахъ гдѣ они сѣ пожелаютъ» мав на меті посилення переселенського руху вірменських купців та ремісників, що їх уряд вважав дуже корисними для зростання економічного добробуту краю.
Докладні умови переселення «всіх охочих» були опубліковані в Маніфесті «О позволеніи Иностранцамъ выходящимъ въ Россію строить и содержать по ихъ законамъ церкви въ тѣхъ мѣстахъ гдѣ они сѣ пожелаютъ и о дарованныхъ имъ правах» від 22 липня 1763 року. В його 10-ти пунктах з безліччю підрозділів викладалися пільги, що надавались російським урядом іноземним колоністам «завдяки тієй користі, яку держава буде мати». В Маніфесті 1763 року обумовлювались умови переселення. Всім іноземцям було дозволено переселятися за бажанням у будь-яку губернію. Для цього іммігрантам потрібно було з'явитися в «Канцелярію опікунства іноземців», а також до будь-якого губернатора прикордонної губернії. Ті, що не мали коштів для переселення, мали звертатися до міністрів і послів за кордоном, де їм негайно повинні були надати гроші на витрати по переселенню і відправити до Російської імперії. На кордоні переселенці не сплачували мита за ті предмети, які вони провозили для власних потреб.
Іммігрантам надавались права і пільги. Вони могли відправляти богослужіння вільно, за своїми обрядами і сповідувати свою релігію. Іммігранти не повинні були платити жодних податків у скарбницю чи виконувати будь-яких звичайних або надзвичайних служб. Всі іноземні іммігранти назавжди звільнялися від обов'язкової військової і громадянської служб. Якщо ж хтось з іммігрантів побажав би, щоб йому були надані й інші пільги, не зазначені в Маніфесті, то він міг звернутися в «Канцелярію опікунства іноземців» і особисто або письмово дізнатися, чи можливе задоволення такої потреби.
Для тих, що переселялись зі своїми сім'ями на незаселені і необроблені землі, надавались пільги на 30 років. Для тих, що переселилися в міста, — пільги на 5 років. Всім іммігрантам надавалась допомога грошима, худобою, матеріалами для будівництва, насінням, знаряддями праці та іншим. Ті, які переселялись цілими колоніями, могли мати внутрішнє самоврядування.
На основі імператорських указів був розроблений пакет законодавчих актів, до якого ввійшли такі документи:
- імений «Об учреждении Канцелярии Опекунства иностранных» від 22 липня 1763 року,
- «Инструкция Канцелярии Опекунства иностранных об обязаннастях ес при выходе в Россию и поселеннии иностранцев» від 22 липня 1763 року,
- «височайше затверджена» доповідь Сенату від 19 травня 1764 року «О размежевании земель, назначенных для поселения выезжающих иностранцев»,
- «височайше затверджений» доклад Сенату від 13 квітня 1764 року «О принятии в Коллегии Иностранных дел и ес Конторе прошений от иностранцев; о даче на свободное в России жительство и на проезд в разные места указов на простой бумаге и без платежа положенных печатных пошлин»,
- «височайше затверджена» доповідь президента Канцелярії опікунства іноземців графа Орлова від 28 вересня 1764 року «О невзыскании пошлин с привозимых иностранными колонистами товаров на суму не свыше 300 рублей»,
- «височайше затверджена» доповідь президента Канцелярії опікунства іноземців графа Орлова від 3 жовтня 1764 року «О невыдавании денег вперед вызывателям иностранцев для поселения, без поручительства».

Була розроблена також і форма, за якою заключались договори з викликаючими на поселення до Російської імперії іноземцями, 17 листопада 1764 року ця форма була «височайше затверджена».
Для підтвердження прав іноземців, що переселялись в Україну, в 1764 році був розроблений «План про роздачу в Новоросійській губернії земель до їхнього заселення». Згідно з цим «Планом» та іншими урядовими указами в Новоросії дозволялось селитися людям всякого звання, однак головною метою уряду було переселення заможних господарів.
У «Плані» описуються умови, права і пільги іммігрантів. До переселення в Російську імперію і до оселення на державних землях допускалися винятково гарні землероби, виноградарі, шовководи, скотарі, особливо вівчарі, а також сільські ремісники. До переселення нікого не підговорювали і не схиляли, а також не призначали для цього, як було раніше, особливих комісарів. З тих, які бажали переселитися, утворювалися партії від 20 до 30 сімей, з їхнього середовища на час переїзду призначали старшину. Місії не давали іммігрантам жодних позичок і платили тільки за судна або підводи.
Державні повинності колоністи зобов'язувалися нести після закінчення пільг нарівні з тими російськими підданими, між якими вони оселені, виключаючи повинності: рекрутську і військових постоїв, від яких вони вільні назавжди за Маніфестом 1763 року. Іммігрантам видавалися кормові з дня прибуття в Російську імперію по 10 копійок дорослим і по 6 копійок дітям, а з дня прибуття на місце, до першого власного врожаю, від 5 до 10 копійок кожній людині, судячи з ціни життєвих припасів на будівництво будинків, покупку худоби і взагалі господарське обзаведення — до 300 карбованців на родину. Ці гроші сплачувались після закінчення пільгових років у наступні 10 років. Для надання всіляких пільг і захисту колоністів вони перепоручались «Канцелярії опікунства іноземців».
Користь від переселення іноземців у Російську імперію, на думку уряду, була в тому, що:
- після закінчення пільгових років уряд буде отримувати поземельні податки;
- країна звільниться від татарських нападів, завдяки тому що іммігранти будуть допомагати урядовим силам;
- буде попереджена можливість створення гайдамацьких загонів, на напади яких часто скаржаться сусідні держави;
- незаможні українські мешканці утримаються від втечі у володіння запорізьких козаків;
- буде завдано збитків прусському королю в прибутках та в постачанні війська новобранцями.

Як бачимо, виклик колоністів обумовлювався комплексом зовнішньополітичних і внутрішніх завдань російського царського уряду.
Отже, в результаті постійного вдосконалення законодавства Російської імперії у ставленні до іммігрантів в 60-х роках XVIII століття відбувається ряд переселень невеликих громад в Україну. В 1764 році 28 болгар оселилося на землях Києво-Братського монастиря, отримавши згідно з вищезазначеними законодавчими актами статус «іноземних поселян», в якому вони перебували до 1800 року, аж до переведення в розряд державних селян їм давали 15 десятин оподаткованої землі на людину. В 1765 році 38 болгар з села Богданів Діл, розташованого поблизу Софії, втекли від утисків і насильства «бусурманського», прибули до Києва і оселилися на його околиці в селі Борщагівці біля болгар — переселенців 1764 року, де зайнялися городництвом і ремеслами.
Росте кількість сіл і хуторів і на колишніх землях Новосербії і Новослобідського полку. В 1765 році сотник слободи Добрянка Табанець створив хутір на річці Вільшанці. Збільшується і кількість переселенців на запорізьких землях, чому сприяв виданий Сенатом «Наказ виборним Війська Запорізького в комісії Проекту Нового уложення» від 23 липня 1767 року, в 8 пункті якого говорилось, що до Війська Запорозького приймались представники різних націй. Список торговців Ніжина, складений в 1769 році, в якому вказані прізвища і місце народження купців, свідчить про те, що в цей час більшість торговців Ніжинської купецької колонії складали греки і болгари.
З метою швидкого заселення Південної України після укладання Кючук-Кайнарджійського миру 1774 року, в результаті якого Росія отримала землі між Дніпром і Бугом та вихід до Чорного моря, видається відповідно до «Плану про роздачу в Новоросійській губернії казенних земель» 1764 року, «Указу про комплектування гусарських і пікінерських полків 1776 року» та інших правових актів переселенці за допомогою надання різних пільг приверталися для поселення в Новоросії.
Права і пільги переселенців до України підтверджувалися в Маніфесті 1785 року, що запрошував іноземців переселитися в Російську імперію. У Херсонському державному архіві зберігаються «Прошения» сербських і болгарських офіцерів щодо надання земель для їх заселення, які відносяться до 1775—1783 років, це «Укази Новороссийской губернской канцелярии об отводе земель полковнику Далматского гусарского полка Стойкова. План дачи Стойкова. Описи документальних материалов, переданних из архива Вознесенской и Екатеринославской межевых экспедиций», «Доношения и рапорта офицеров об отводе земель на територии бывшей Запорожской Сечи», «Указы Новороссийской Губернской комиссии, об отводе земли офицерам», «Указы Новороссийской Губернской комиссии, рапорта межевщиков и билеты на право владения землей». Якщо земля не заселялась, її відбирали, як, наприклад, у прапорщика Войкова, який мав 1400 десятин землі у Добрянському окрузі, що була відведена 17 жовтня 1777 року, а відібрана в 1783 році. Досить часто виникали суперечки між державними селянами і поміщиками. Якщо переселенці селились на незаселенних землях і між ними та володарями цих земель виникала конфронтація, як, наприклад, у випадку, коли велика громада албанців поселила на незаселені землі поміщика Ржевського, тоді уряд надавав поміщику інші землі, залишаючи заселені переселенцям. Постійно видавались накази не перешкоджати переселенцям, а надавати їм всіляку допомогу. Ці переселенські процеси продовжувались і на початку XIX століття. Про участь переселенців у торгово-економічних зв'язках свідчать «Дані і рапорта начальника дубосарського сухопутного карантину про прибулих із-за кордону».
Таким чином, в основі колонізаційної політики російського уряду можливо простежити чітко оформлені інтереси по відношенню до іммігрантів із-за Дунаю. Вони визначалися, в основному, такими завданнями:
- Необхідністю заселення нових земель.
- Необхідністю створення на базі переселенців соціальної опори.
- Бажанням закріпити свої позиції на міжнародній арені, особливо на Балканах.

Ці завдання царського уряду вже з самого початку обумовили статус вихідців із-за Дунаю (іммігрантів, військових переселенців), як особливої категорії землеробського населення, громадян Російської імперії, підданих «її імператорської величності». Однак їх соціально-правове становище було юридично зафіксоване лише у 1819 році.
У вищих колах Російської держави протягом багатьох років обговорювалося питання про правовий статус переселенців, створення регіональної системи управління переселенцями і різноманітні плани їх влаштування.
Так, спочатку намагалися включити їх до складу Бузького козацького війська, потім надати їм право користуватися «усіма перевагами і покровительством законів, що природним російсько-підданим належать»- тобто, щоб переселенці отримали статус державних селян.
За імператорськими указами переселенці, які спочатку отримували статус іноземних поселенців, також переводились до стану державних селян, як, наприклад, іммігранти-болгари, які оселились біля Києва за «высочайше» затвердженною доповіддю Сенату від 2 липня 1800 року «Об исключении поселившыхся в Киевской губернии болгар из числа иностранных поселенцев, и о причислении их в звание казеных крестьян».
У той же час були пропозиції використати переселенців як кріпаків в маєтках поміщиків у малозаселеній Новоросії. З цією метою здійснювалися спроби переселення з Молдови, Валахії та Бессарабії в Херсонську та інші губернії Новоросії. Тільки масові виступи іммігрантів зупинили цей процес.
Зволікання уряду в вирішенні питання про юридичне оформлення прав колоністів та їх побутове влаштування було обумовлене низкою суб'єктивних та об'єктивних факторів:
- Уряд не міг зосередитися на вирішенні цієї проблеми в зв'язку з війнами.
- Створені в Петербурзі органи управління колоністами не справлялися з поставленими завданнями із-за неузгодженості дій з місцевими органами управління, занадто широкого діапазону поставлених завдань, недостатньої кількості кадрів.

Так, створена раніше у Петербурзі Канцелярія з опіки іноземців в 1797 році ввійшла до складу «Експедиції державного господарства опіки іноземців та сільського господарювання». У квітні 1800 року знову відбулася реорганізація «Експедиції». В її складі було утворено Контору з опіки новоросійських іноземних поселенців. Контора займалася розселенням та управлінням переселенців, наданням їм землі, виданням позик, веденням судових справ, здійсненням казенних зборів. На чолі Контори стояв головний суддя, котрий був зобов'язаний щорічно об'їздити колонії і знайомитися зі станом справ. Йому допомагали секретар, бухгалтер та два канцеляриста. Але Контора з опіки новоросійських іноземних поселенців не могла впоратися з поставленими завданнями: забезпечити очікувану централізованість і самостійність управління іноземними колоніями. Невизначеність соціально-економічного та правового положення іммігрантів використовувалась місцевим боярством, котре намагалося перетворити їх у залежних кріпаків.
Загалом, період до 1806 року характеризується стихійністю міграційного процесу, відсутністю конкретного плану економічного влаштування переселенців, а це, в свою чергу, призвело до соціального конфлікту між іммігрантами та місцевою аристократією, апогей якого можливо простежити в 1815—1816 роках.
Отже, державна колонізація Південної України за рахунок іммігрантів своє коріння веде з кінця XVII століття, але міцні правові підвалини політики царату щодо іноземних переселенців були закладені у 60-тих роках XVIII століття. У 1762 році уряд Катерини II видає маніфест, у якому викликає іноземців для поселення в Російській імперії. При уряді з цією метою утворюється особливий апарат, очолений Канцелярією опікунства іноземцями. До утворених раніше поселень іноземців, які знаходились на землях військових округів Новосербії, Слов'яносербії і Бузького козацького війська приєднується цілий ряд поселень, заснованих сербами, болгарами, молдованами, греками, угорцями, німцями, албанцями та іншими.
Протягом півтора століття, починаючи з першого десятиліття XVIII і до середини XIX століть, законодавча політика Російської імперії, до складу якої входила майже вся територія сучасної України, стосовно представників різних національностей знаходилась у стані формування. Стан іноземних колоністів фактично виник у другій половині XVIII століття у зв'язку з політикою російського уряду щодо залучення іноземців до колонізації нових територій, однією з яких була і Південна Україна. Ще у 1760-х роках за маніфестами Катерини II переселенці з-за кордону отримали певні гарантії і пільги. Це було доцільним, оскільки в Російській імперії існував кріпосницький лад і переселенці потребували юридичних гарантій від можливого закріпачення. А економічні пільги повинні були допомогти колоністам швидше налагодити своє господарство.
Переселенці, які оселилися в Україні у другій половині XVIII століття, з самого початку переселення знаходились у нерівних умовах. Західноєвропейські колоністи, викликані російським урядом, отримували від нього законодавчо закріплені пільги і привілеї, а також великі земельні наділи, все це надавало їх колоніям можливість швидкого економічного зростання. Статус цієї групи переселенців протягом другої половини XVIII—XIX століть залишався незмінним і це був істотний фактор стабільності, який також сприяв зміцненню господарств колоністів. Поруч з державною колонізацією, яка полягала в переселенні закордонних жителів до України, а також державних селян з густозаселених губерній, проходила поміщицька колонізація, у якій об'єктом переселень виступали кріпаки тих дворян, які отримували землі у Новоросійському краї. Але найбільший інтерес становлять переселення представників балканських народів і вільних селян Середнього Подніпров'я і Дону, які були викликані сукупністю політичних, соціальних і економічних причин. Перед переселенцями цієї групи стояли перш за все військово-стратегічні завдання захисту краю від вторгнень загарбників, які й обумовлювали їх правовий статус, що протягом століть зазнав значних змін. Спочатку їх зарахували до стану поселян, козаків, державних селян, потім військових поселенців, південних поселян і вільних селян. Державна політика до цієї категорії населення змінювалася в залежності від планів російського уряду. Наприклад, досить частими були випадки, коли викликаних на поселення іноземців відразу після прибуття до Російської імперії зараховували не до стану іноземних колоністів, а «записували на службу». Про такі дії говориться у «височайше затвердженій» доповіді президента Канцелярії опікунства іноземців графа Орлова від 28 лютого 1767 року «О правилах для вызываемых полковником Филлиповским и собою выходящих через Киев иностранцев»: «Желающих на службе, особо холостых не только записывать, но и склонять».
Таким чином, на територію України, в основному до її південної частини, протягом XVIII—XIX століть переселялися не лише поодинокі, розрізнені групи біженців, а головним чином великі сільські громади, які на зосвоюваних землях утворювали нові поселення.
Правовий статус, права і пільги різних верств населення визначалися цілою низкою ордерів, указів, маніфестів та законів — цілим рядом юридичних актів російського уряду. Іммігранти переселяючись до Південної України, приймали підданство Російської імперії. Вони набували громадянство Російської імперії шляхом оптації, тобто переселенці вибирали громадянство на підставі міжнародних угод, якими на той час були мирні договори між Російською та Турецькою імперіями. Право на оптацію, як правило, стосується великих груп людей і виникає з-за переходу території від однієї держави до іншої, але кожна людина повинна самостійно ухвалити рішення протягом встановленого для оптації певного часу.
Правове регулювання міграційних процесів у Північному Причорномор'ї з боку держави виражалося у створенні нормативно-правової бази для переселень іноземців, прийняття ними підданства Російської імперії та закріплення їх правового статусу; створення особливих адміністративних органів для організації переселень і «опіки» переселенців.
Однак, все ж більшість переселенців становили мешканці з центральних регіонів України, у тому числі родичі козаків, які на місці своїх зимівників утворювали (згідно вимог російської влади) слободи.
Компактно були розселені кримські греки-християни, насильно переселені царським урядом у Маріупольській повіт, німці, болгари (у Приазов'ї)

## Новітня історія
При створенні Української РСР більша частина території, що мала назву Новоросії була долучена до її складу. Кубань була долучена до складу Російської РФСР, Шахтинський і Таганрозький округи Донецької губернії, де українці становили 71,5 % від усього населення згодом були передані до РРФСР. 1954 року, враховуючи територіальну близькість, спільність економіки і тісні господарські зв'язки Кримська область була долучена до складу України.